# José Evaristo Uriburu
José Evaristo de Uriburu (ur. 19 listopada 1831 w Salta, zm. 23 października 1914 w Buenos Aires) – argentyński prawnik i polityk. Prezydent Argentyny w latach 1895-1898. 
Urodził się w rodzinie arystokratycznej. Jego ojcem był Evaristo Uriburu, uczestnik wojny o niepodległość Argentyny i późniejszy gubernator prowincji Salta. Jego dziadkiem ze strony matki był generał Juan Antonio Álvarez de Arenales.
Studiował początkowo na Universidad de Chuquisaca w Sucre, tytuł adwokata uzyskał zaś w 1854 na Uniwersytecie Buenos Aires.
Po studiach powrócił do swej rodzinnej prowincji, gdzie między innymi był członkiem Kongresu Konstytucyjnego. Od 1856 do 1860 był sekretarzem ambasady Argentyny w Boliwii. Po powrocie z placówki w Boliwii został wybrany jako deputowany pierwszej kadencji Kongresu Narodowego. W 1866 został przewodniczącym Izby Deputowanych. Zasiadał w rządzie prezydenta Domingo Faustino Sarmiento. W połowie lat 70. XIX wieku ponownie wyjechał do pracy w placówkach dyplomatycznych – najpierw w Boliwii, a później w Peru. W 1882, w trakcie wojny o Pacyfik, podjął się mediacji między Boliwią a Chile.
Został wybrany na stanowisko wiceprezydenta Argentyny w trakcie wyborów z 10 kwietnia 1892, w których prezydentem został Luis Sáenz Peña. Ciągłe kryzysy polityczne doprowadziły do tego, iż Sáenz Peña złożył w trakcie trwania kadencji rezygnację z pełnionej funkcji.  Zgodnie z argentyńską konstytucją na stanowisku prezydenta do końca sześcioletniej kadencji zastąpił go pełniący funkcję wiceprezydenta  Uriburu.
Prezydentura Uriburu zapisała się w historii Argentyny jako okres wzmocnienia siły rządu po słabych i działających w okresie permanentnego konfliktu społecznego rządach jego poprzednika. Uriburu nie dopuścił do zbrojnej eskalacji konfliktu granicznego między Argentyną a Chile i doprowadził do wzajemnego uznania granic. Za jego prezydentury wdrożono profesjonalizację sił zbrojnych, wybudowano port wojenny w Bahía Blanca, powstał szereg budynków użyteczności publicznej, na przykład Państwowe Muzeum Sztuk Pięknych w Buenos Aires.
Po upływie kadencji prezydenckiej Uriburu w dalszym ciągu prowadził działalność publiczną jako znany polityk. W latach 1901–1910 zasiadał w Senacie. Wystartował również w wyborach prezydenckich w 1904, został jednak pokonany przez Manuela Quintanę.
Pochowany na Cementerio de la Recoleta.